# Lengua materna
La lengua materna —también denominada lengua nativa o lengua natal— es el idioma que aprende una persona generalmente en sus primeros años de vida y que habitualmente se convierte en su instrumento natural de pensamiento y comunicación. Se llama hablante nativo de una lengua a quien la aprendió en sus primeros años de vida. Se diferencia de una segunda lengua, que se suele aprender a través del estudio.
El Día Internacional de la Lengua Materna es el 21 de febrero.

## Introducción
De acuerdo con el Diccionario de términos clave de ELE, puede llamarse "lengua materna" porque es frecuente que sea la madre la que se ocupe de la crianza de los hijos y quien les enseñe a hablar, y generalmente lo hace en su propia lengua. La lengua materna se adquiere mediante la interacción de los niños con los adultos que se encuentran en su entorno.
Sin embargo, a lo largo de la historia y a lo ancho de la geografía humana (actualmente se calcula que en el mundo existen 7,100 lenguas) hay infinidad de casos, pues no siempre la lengua de la madre es la que se convierte en lengua materna del niño, o por lo menos no de manera exclusiva. Como ejemplo, en la Roma clásica la primera lengua que aprendía una persona se denominaba patrius sermo, es decir, la lengua del varón cabeza de familia.
Aunque parece un concepto sencillo, subyacen varias circunstancias y factores para que se considere al término "lengua materna" de forma unívoca. Como describe Louise Dabène, profesora de la Universidad Stendhal de Grenoble dichas circunstancias son:
- la lengua de la madre ("se llaman lenguas maternas y no paternas porque es la mujer quien las transmite a los hijos"[6]);
- la primera lengua adquirida;
- la lengua nativa;
- la lengua que se conoce mejor; asociada a la valoración subjetiva del individuo con respecto a las lenguas que conoce;
- la lengua adquirida de forma natural, es decir, mediante la interacción con el entorno inmediato, sin intervención pedagógica y con una actividad mínima, o sin ella, de reflexión lingüística consciente.

A las anteriores el Diccionario de términos clave de ELE añade:
- la lengua en la que uno piensa y en la que se comunica con mayor espontaneidad, fluidez y con menor esfuerzo [...] la lengua que uno prefiere emplear tanto en situaciones de máxima complejidad intelectual como en aquellas otras de máxima intimidad;
- la lengua que uno siente como propia, como parte de su identidad individual y de su propia comunidad.[4]

Lo anterior es fácilmente aplicable para comunidades monolingües, es decir, con una lengua única.  Sin embargo, en las sociedades modernas mayoritariamente plurilingües lo que comúnmente sucede es que la lengua materna puede ser sustituida por otra aprendida posteriormente, al ser considerada dominante o de mayor prestigio y que será utilizada durante el resto de su vida. Por ello, sobre todo en territorios con lenguas minorizadas, es posible considerar más de una lengua como materna.

#### Discusión acerca de su definición
Estudiosos como Adama Ouane proponen que "lengua materna" se defina en términos "genéticos" o "biológicos", con referencia a un idioma o comunidad específicos, además de tener en cuenta cómo y cuándo fue adquirido el idioma. Por lo tanto, todo se reduce a la primera herramienta o herramientas lingüísticas (dependiendo de si los idiomas se aprendieron simultáneamente o en diferentes tiempos) utilizados por una comunidad étnica a la cual pertenece la persona, siempre que ésta ya lo haya adquirido. Entonces, la lengua materna es aquella a través de la cual ocurre la socialización del individuo dentro de la comunidad más pequeña a la cual pertenece (usualmente la familia).
Otras propuestas se basan en la edad de adquisición o en la edad de contacto con la lengua escrita, para distinguir lengua materna de segunda lengua. Por ejemplo, Saville-Troike considera que lengua materna es la adquirida antes de los tres años de edad; mientras que Annick de Houwer añade más categorías con base en la edad de escolarización.

## Adquisición
La adquisición de la primera lengua se da en la etapa infantil de manera inconsciente, replicando el habla de los adultos que se encuentran en su entorno e imitando lo que oyen, como: la entonación, gestos, expresión facial, entre otros factores.
Sin embargo, cuando aún están en la edad temprana sólo pueden imitar o memorizar palabras, ya que no utilizan las frases exactas que escuchan y ellos mismos crean y conectan sus propias ideas. Mientras esto ocurre, los infantes se encuentran en una inmersión lingüística completa gracias a su entorno, permitiendo una adquisición adecuada a la lengua materna.

## Aprendizaje
El aprendizaje de la lengua materna ocupa un lugar importante desde la educación primaria, donde aprenden a construir el lenguaje oral y escrito que les permite una comunicación básica para el desarrollo en una interacción social plena dónde adquieren conocimiento, habilidades, hábitos y una identidad nacional.
Dentro de estos procesos de aprendizaje debe de existir una estimulación que los incite a hablar de manera creativa, permitiéndoles expresar sus ideas de forma libre. Para potencializar esto se requiere de un proceso de enseñanza-aprendizaje en el cual se realicen diversas actividades con diferentes niveles de dificultad para lograr una estimulación que les permita una comunicación tanto individual como colectiva

## Bilingüismo
Aunque la definición de bilingüismo puede referirse, en autores como Grosjean, al estado de una mente con al menos dos lenguas, sin importar si ambas son maternas o no, está muy extendido el uso de «bilingüe» para referirse a una persona con al menos dos lenguas maternas. Esto generalmente sucede como resultado de sociedades multiculturales o como consecuencia de movimientos migratorios. En casos como esos, se puede considerar que la primera lengua de un individuo —aquella que domina mejor—  no es necesariamente la misma a lo largo de toda su vida, sino que por diversas razones puede cambiar. También puede ocurrir que un hablante se exprese mejor en una lengua en un cierto contexto (por ejemplo, con su familia) y en otra lengua diferente en otro contexto (por ejemplo, en su trabajo).
El bilingüismo es muy común en algunas regiones y países donde se usa más de una lengua. Esto puede suceder porque haya más de una lengua oficial, como en Canadá, Paraguay, España, Reino Unido o Bélgica, o porque simplemente se hablen varias lenguas debido a la convivencia de diferentes comunidades lingüísticas (como en varios estados de México y Estados Unidos).

### Periodo crítico
El periodo crítico es la teoría más reciente y aceptada. Una lengua materna puede aprenderse hasta los 12 años de edad (Noam Chomsky). Pasado este período, las habilidades lingüísticas del hablante son distintas y toda lengua aprendida después pasará a ser considerada como una segunda lengua debido a la pérdida de la plasticidad en el cerebro.
De acuerdo con esta teoría, el momento adecuado para aprender una lengua es en la niñez, ya que el cerebro aún cuenta con la plasticidad suficiente para adquirir un idioma, sin embargo, cuando un individuo ya se encuentra en una edad madura la posibilidad de aprender un idioma tiende a ser más complicada. 